# Брантинг, Карл Яльмар
Карл Яльмар Бра́нтинг (швед. Karl Hjalmar Branting; 23 ноября 1860, Стокгольм — 24 февраля 1925, Стокгольм) — шведский политик, первый премьер-министр Швеции от социал-демократической партии.

## Биография и деятельность
Сын преподавателя, Брантинг учился в университетах Стокгольма и Уппсалы. Получив образование в математической астрономии, работал ассистентом в Стокгольмской обсерватории, однако оставил научную стезю, чтобы работать журналистом. В 1888 году был осуждён за богохульство из-за публикации статьи радикального социалиста Акселя Даниельссона вместе с самим автором и отсидел в тюрьме три месяца.
Стал, наряду с Августом Пальмом, одним из основателей (1889) и лидеров Социал-демократической партии Швеции (СДПШ), затем — видным деятелем 2-го Интернационала. В 1887—1917 (с перерывами) редактор ЦО СДПШ газеты «Social-Demokraten». С 1896 депутат риксдага. С 1907 председатель Исполкома СДПШ.
С 1880-х помогал русским революционерам. Вскоре после Февральской революции посетил Петроград. Великую Октябрьскую социалистическую революцию встретил враждебно.
В 1920, 1921—1923 и 1924—1925 годах премьер-министр. Вёл СДПШ по реформистскому пути, боролся против революционного крыла партии (Август Пальм, Карл Яльмар Даниельсон, Цет Хёглунд). Принимал участие в создании Бернского интернационала. Содействовал мирному урегулированию шведско-финляндского конфликта из-за Аландских островов.
Был женат на журналистке и писательнице Анне Брантинг.

## Нобелевская премия
Брантинг представлял Швецию на 1-й Ассамблее Лиги Наций в 1920 году. Как лидер фракции разоружения, он противился идее выполнения решений Лиги при помощи военной силы и считал, что арбитраж даёт наилучшее решение международных конфликтов.
Отчасти за усилия в мирном решении спора Швеции с Норвегией, но главным образом за работу в Лиге Наций Брантинг был удостоен Нобелевской премии мира 1921 г., которую он разделил с Кристианом Ланге. В Нобелевской лекции, прочитанной в Осло, Брантинг высказал мнение, что годы мировой войны ознаменовали «рождение в муках новой Европы», ибо беспросветная военная тьма породила и благо: «первые шаги Лиги Наций, в которой споры между соседями решаются законными средствами, а не военным превосходством сильнейшего». Брантинг воспользовался случаем, чтобы выразить «требование, которое мы, небольшие, так называемые нейтральные страны, должны донести до Женевы, требование, чтобы Лига Наций стала всеобъемлющей для выполнения этой задачи».